# Дагоберто
Дагобе́рто Пелентьер (порт.-браз. Dagoberto Pelentier; 22 марта 1983, Дойс-Визиньюс, Бразилия) — бразильский футболист, игравший на позиции нападающего. Трёхкратный чемпион Бразилии в составе «Сан-Паулу».

## Биография
Дагоберто Пелентьер родился в Дойс-Визиньюс в штате Парана, вырос в городе Энеас-Маркис. Его отец — бразилец французского происхождения, а мать — француженка. Родители назвали Дагоберто в честь Дагоберта I, монарха из династии Меровингов. В возрасте 14 лет Дагоберто поступил в школу футбольного клуба Paraná Soccer Technical Center (PSTC), который выступает в 3 дивизионе Лиги Паранаэнсе. В 2000 году Дагоберто стал лучшим бомбардиром (с 25 мячами) молодёжного чемпионата штата и привлёк к себе внимание одного из сильнейших клубов штата, «Атлетико Паранаэнсе». Дальнейшее его обучение происходило уже в школе этого клуба, а в конце 2001 года Дагоберто дебютировал и за основную команду, которая стала в том году чемпионом Бразилии.
В 2002 году Дагоберто получил вызов в молодёжную сборную Бразилии (до 20 лет), в составе которой выиграл престижный международный турнир в Тулоне. Также сборная заняла второе место на молодёжном первенстве Южной Америки и выиграла серебро на Панамериканских играх в 2003 году. Дагоберто участвовал в отборочных играх на Олимпийские игры 2004, но сборная Бразилии уступила путёвку в Афины Аргентине и Парагваю, которые в итоге разыграли золотые медали турнира.
К концу 2004 года Дагоберто был уже прочным игроком основы «Атлетико Паранаэнсе». В октябре он получил травму и вернулся на поле только в июле 2005 года в игре против «Коритибы». В том же году его команда впервые в своей истории сумела дойти до финала Кубка Либертадорес, но Дагоберто почти не участвовал в этой кампании, тем более что в игре с «Коритибой» он усугубил свою травму. В 2006 году Дагоберто вернулся в футбол, в играх Лиги Паранаэнсе, но и там довольно скоро получил очередную травму. В том же году началось противостояние Дагоберто и его агентов против клуба по поводу суммы отступных. Затяжной конфликт и судебные разбирательства продолжались до апреля 2007 года, когда игрок решил выплатить и собственного кармана 5 миллионов реалов (около 3 млн долларов США), лишь бы запрет на игру в футбол и переход в другой клуб был с него снят. Дагоберто присоединился к «Сан-Паулу».
Его дебют за «Сан-Паулу» состоялся в игре Кубка Либертадорес 2007 против «Гремио». Мяч Дагоберто в конце встречи предопределил победу паулистас со счётом 1:0. По итогам чемпионата 2007 года Дагоберто стал лучшим бомбардиром своего клуба с 7 голами наряду с Умберлито Боржесом и Рожерио Сени.
В марте 2008 года у Дагоберто родилась дочь Таина от физиотерапевта «Сан-Паулу» Таисы Сешин, на которой футболист женился в декабре.
В 2008 и 2009 годах Дагоберто играл важную роль в атакующих комбинациях «Сан-Паулу». Дагоберто имеет двойное бразильско-французское гражданство, и поскольку он формально выступал лишь за Олимпийскую сборную Бразилии, то может выступать и за сборную Франции, если получит такое предложение. В декабре 2009 года появилась информация о возможном переходе Дагоберто в донецкий «Шахтёр», в итоге футболист остался в «Сан-Паулу».
29 июня 2017 года Дагоберто присоединился к клубу Североамериканской футбольной лиги «Сан-Франциско Делтас». За «Делтас» он дебютировал 30 июля в матче стартового тура осенней части сезона против «Джэксонвилл Армады». 26 августа в матче против «Эдмонтона» он забил свой первый гол за «Сан-Франциско», реализовав одиннадцатиметровый удар. После окончания сезона 2017 клуб «Сан-Франциско Делтас», одержавший победу в чемпионате, прекратил существование.

## Достижения
- Серия A (5): 2001, 2007, 2008, 2013, 2014
- Лига Кариока: 2015
- Лига Паранаэнсе (2): 2002, 2005
- Североамериканская футбольная лига: 2017
- Победитель турнира в Тулоне: 2002
- Чемпион мира среди игроков не старше 20 лет: 2003